# 紀淑光
紀 淑光（き の よしみつ/よしてる）は、平安時代前期から中期にかけての公卿・漢詩人。中納言・紀長谷雄の三男。官位は従三位・参議。

## 経歴
醍醐朝初頭の昌泰元年（898年）文章生に補せられる。治部丞・兵部丞・式部丞や六位蔵人を経て、延喜9年（909年）従五位下・刑部少輔に叙任された。
中務少輔・少納言を務め、延喜17年（918年）従五位上に昇叙される。延喜19年（919年）右少弁に遷ると、延喜21年（921年）左少弁、延喜22年（922年）正五位下・右中弁、延喜23年（923年）左中弁、延長3年（925年） 従四位下、延長8年（930年）従四位上、承平3年（933年）右大弁と醍醐朝後半から朱雀朝にかけて長く弁官を務め昇進を果たした。
承平4年（934年）参議に任ぜられて公卿に列す。議政官になったのちも左右大弁を兼ねて弁官在職は20年にも及び、この間の天慶元年（938年）正四位下、翌天慶2年（939年）8月に従三位と昇叙されている。同年9月11日薨去。享年71。最終官位は参議従三位行宮内卿。

## 官歴
『公卿補任』による。
- 昌泰元年（898年） 春：文章生（字紀三）
- 延喜2年（902年） 2月22日[1]：治部少丞
- 延喜3年（903年） 2月26日：兵部少丞
- 延喜6年（906年） 正月11日：式部少丞
- 延喜7年（907年） 2月5日：六位蔵人
- 延喜8年（908年） 正月12日：式部大丞
- 延喜9年（909年） 正月7日：従五位下。4月22日：刑部少輔
- 延喜10年（910年） 8月29日：中務少輔
- 延喜13年（913年） 正月28日：少納言
- 延喜17年（918年） 11月17日：従五位上（朔旦冬至）
- 延喜19年（919年） 正月28日：右少弁
- 延喜21年（921年） 正月30日：左少弁
- 延喜22年（922年） 正月7日：正五位下。正月30日：右中弁
- 延喜23年（923年） 正月13日：左中弁
- 延長3年（925年） 正月7日：従四位下
- 延長5年（927年） 3月13日：昇殿
- 延長7年（929年） 正月29日：兼三河権守
- 延長8年（930年） 11月21日：従四位上
- 延長9年（931年） 3月13日：兼勘解由長官
- 承平3年（933年） 10月4日：右大弁
- 承平4年（934年） 12月21日：参議、弁長官如元
- 承平5年（935年） 12月：辞長官
- 承平6年（936年） 正月29日：兼備前権守
- 承平8年（938年） 正月7日：正四位下
- 天慶2年（939年） 8月27日：従三位、兼左大弁宮内卿[2]。9月11日：薨去（参議従三位行宮内卿）

## 系譜
- 父：紀長谷雄
- 母：文室氏
- 生母不詳の子女
  - 男子：紀文煥 - 紀奉世の養子となり、紀伊国造家を継承。
  - 男子：紀文利（?-?）
  - 男子：紀文実
  - 男子：紀文幹（?-944）
  - 男子：紀文慶
  - 男子：紀文相
  - 男子：紀文輔